# Die Schweinebande
Die Schweinebande (Originaltitel Pig City) ist eine kanadisch-französische Zeichentrickserie, die zwischen 2001 und 2003 von der CinéGroupe in Kanada produziert wurde. Dabei sind zwei Staffeln mit 39 Folgen entstanden. Erstmals wurde die Serie am 16. April 2002 bis zu dem 10. Januar 2004 auf Teletoon ausgestrahlt. Die deutsche Erstausstrahlung fand am 14. Dezember 2002 auf ProSieben statt. Weitere deutschsprachige TV-Ausstrahlungen fanden auf Jetix und Kabel eins statt.

## Handlung
Das Schwein Mikey ist ein Landei, das sich selbst als „Jauchejunkie“ bezeichnet. Seine Eltern haben beschlossen, dass er in einer Stadt erzogen werden soll und schicken ihn deswegen zu den reichen Cousins Reggie und Martha in New York City. Schnell werden er und Reggie Freunde, was der wohlerzogenen Martha nicht so gut gefällt. Trotz allem halten die Schweine zusammen, auch wenn Mikeys verrückte Ideen und Fantasien die beiden in schwierige Situationen bringen.

## Episodenliste
| # (ges.) | # (St.) | Deutscher Titel            | Originaltitel             |
| -------- | ------- | -------------------------- | ------------------------- |
| 1        | 01      | Trish und Dave auf Abwegen | Motivational Ham          |
| 2        | 02      | Der Schulball              | Wag The Hog               |
| 3        | 03      | Die Jungs-Versteigerung    | Bachelor Daze             |
| 4        | 04      | Reggie und die Garageros   | Takin’ Care Of Bacon      |
| 5        | 05      | Der Wahlkampf              | Pork Barrel Politics      |
| 6        | 06      | Die Rasierklingen-Bande    | Martha And The Razorbacks |
| 7        | 07      | Der Schlamm-Catch-Champion | Coming To Grips           |
| 8        | 08      | Das Video-Tagebuch         | Hogtied                   |
| 9        | 09      | Figaro Reggie              | Mr. Mikey                 |
| 10       | 10      | Kampf der Rektoren         | It’s The Principal        |
| 11       | 11      | Popstars                   | Porkstars                 |
| 12       | 12      | Geisterstunde              | Pork And Screams          |
| 13       | 13      | Kreditkarten-Chaos         | Raising A Stink           |
| 14       | 14      | Die Wette                  | Pigmalion                 |
| 15       | 15      | Martha & Johnny            | Honey Mommy               |
| 16       | 16      | Der Führerschein           | Driven                    |
| 17       | 17      | DJ Wildsau                 | Pork Up The Volume        |
| 18       | 18      | Die Star-Reporterin        | The Pig Is Mightier       |
| 19       | 19      | Mikey’s neuer Freund       | The Hogfather             |
| 20       | 20      | Das Superhirn              | Reggie Vs. His Brain      |
| 21       | 21      | Das Ding aus dem All       | Meteorite Madness         |
| 22       | 22      | Der richtige Riecher       | Capitalist Pig            |
| 23       | 23      | Stuntschwein Reggie        | Glory Hog                 |
| 24       | 24      | Weihnachten in Pork City   | Christmas Ham             |
| 25       | 25      | Romeo und Julia            | Headcheese Of The Class   |
| 26       | 26      | Rockstars                  | Pig In Japan              |

| # (ges.) | # (St.) | Deutscher Titel                       | Originaltitel             |
| -------- | ------- | ------------------------------------- | ------------------------- |
| 27       | 01      | Computer-Liebe                        | Rind Date                 |
| 28       | 02      | Königlicher Besuch                    | The Royal Visit           |
| 29       | 03      | Rockey Night                          | Rockey Night In Pork City |
| 30       | 04      | Lang lebe Rock’n’ Roll                | Metal Mayhem              |
| 31       | 05      | Klassenkampf                          | Pigs On A Train           |
| 32       | 06      | Eine Frage der Härte                  | Pigs Don’t Plant Trees    |
| 33       | 07      | Aufs Glatteis geführt                 | Pigs On Ice               |
| 34       | 08      | Das Skilager                          | Snowblitzed               |
| 35       | 09      | Im eisigen Norden                     | Northern Lightweights     |
| 36       | 10      | Ruhig stinkt der See                  | The Big Catch             |
| 37       | 11      | Eine Frage der Intelligenz            | A Geek Of Our Own         |
| 38       | 12      | Im Ruhm und am Ruhm und um Ruhm herum | Fame Or Shame             |
| 39       | 13      | Schweine im Weltall                   | Deep Space Swine          |